# Tracy Otto
Tracy Otto   (Riverview, 28 de novembre de 1995) és una arquera paralímpica nord-americana. Va representar els Estats Units als Jocs Paralímpics d'estiu de 2024.

## Trajectòria
Otto va començar a practicar tir amb arc el març de 2021. Va debutar als Estats Units al Campionat Mundial de Tir amb Arc 2023 on va acabar en novè lloc. El novembre de 2023 va representar els Estats Units als Jocs Parapanamericans de 2023 on va guanyar una medalla d'or a la prova individual W1. Després va competir als Campionats Parapanamericans de 2024 l'abril de 2024 i va guanyar una medalla d'or a l'equip mixt W1 amb Jason Tabansky i una medalla d'or a l'esdeveniment individual W1.
El 13 de maig de 2024, va ser nomenada a la llista per representar els Estats Units als Jocs Paralímpics d'estiu de 2024.
Va acabar vuitena a la prova individual femenina paralímpica W1. Va tornar a competir amb Jason Tabansky a l'esdeveniment paralímpic per equips mixtes W1, on el duet va acabar sisè.
Otto vol competir als jocs paralímpics del 2028 a Los Angeles.

## Vida personal
Nascuda a Florida, abans d'octubre de 2019, Otto era "aspirant a model de fitness".
El 24 d'octubre de 2019, l'exnòvio d'Otto, Francpiero Del Medico, va irrompre a casa seva i va atacar a Otto i la seva nova parella, Rick Riessle. Riessle va rebre vuit trets amb una pistola de perdigons. Otto va rebre cinc trets. Un dels trets li va danyar tan greument l'ull esquerre que els cirurgians el van haver d'extirpar. També li va disparar un perdigó a la gola i la va agredir sexualment amb l'arma mentre la disparava. A conseqüència de l'atac, Otto va quedar paralitzada del pit cap avall, i va acabar tetraplègica C5. Va amb cadira de rodes.
Després de la seva rehabilitació, la família d'Otto la va portar una residència d'avis a Chicago. Riessle va portar a Otto de tornada a Florida, on ara la cuida a temps complet. El setembre de 2024, Otto va anunciar el seu compromís amb Riessle i que estava embarassada, amb la seva data de naixement al gener.

## Reconeixements
El desembre de 2024, Tracy Otto va ser inclosa a la llista de les 100 dones de la BBC.